# 미카엘 호프스트룀
얀 미카엘 호프스트룀(Jan Mikael Håfström, 1960년 7월 1일 ~ )은 스웨덴의 영화 감독이다.

## 감독
- 상하이
- 더 라이트: 악마는 있다
- 이스케이프 플랜
- 아웃사이드 더 와이어